# 赵沁平
赵沁平（1948年4月—），男，山西介休人，中华人民共和国计算机专家、教育官员。

## 生平
1970年4月参加工作，在山西太原无线电元件厂当工人至1972年。1972年至1975年，在山西太原工学院（今太原理工大学）学习。1973年10月加入中国共产党。1975年至1978年，历任山西太原无线电六厂技术员、车间副主任。1978年至1981年，为太原工业大学（今太原理工大学）电子工程系硕士研究生。1981年至1984年，任北京航空学院（今北京航空航天大学）计算机系教师、系主任助理。1984年至1986年，为南京大学计算机系博士研究生。1986年获南京大学计算机软件博士学位。1986年至1989年，任北京航空航天大学计算机系副教授、教研室主任。其间，1988年至1989年在国防科技大学计算机系从事博士后研究。1989年至1994年，任北京航空航天大学计算机系主任、教授。1994年至1995年，任北京航空航天大学副校长。曾在美国匹兹堡大学做访问学者。
1995年至1996年，赵沁平任国务院学位委员会办公室副主任。1996年至2001年，任国务院学位委员会办公室主任。1996年4月15日，国家教委副主任韦钰宣布成立“211工程”部际协调小组办公室，国家教委人事司司长陈文博宣读了国家教委党组的任命。任命赵沁平兼任“211工程”部际协调小组办公室主任，胡龙孙、范文曜任副主任。同时，国家计委推荐投资司副司长戴公兴、社会发展司副司长李守信任“211工程”部际协调小组办公室副主任；财政部推荐文教司副司长张弘力任“211工程”部际协调小组办公室副主任。2001年4月至2009年2月，赵沁平任中华人民共和国教育部副部长、党组成员。2001年6月，中国科学技术协会第六次全国代表大会召开，并选举其出任第六届全国委员会顾问。其间，2005年11月起兼任国家语言文字工作委员会主任。。
2008年，当选第十一届全国政协委员，代表教育界，分入第四十一组并担任教科文卫体委员会副主任。。2011年5月30日，中国科协第八次全国代表大会上，出任中国科协副主席。2013年12月，当选中国工程院信息与电子工程学部院士。2014年6月，当选为北京航空航天大学学术委员会主任委员。他还兼任虚拟现实技术与系统国家重点实验室（北京航空航天大学）主任、中国系统仿真学会理事长、中国人民解放军总装备部科学技术委员会委员等职务。
赵沁平在计算机软件和虚拟现实领域开展研究，主持完成了多项虚拟现实研究及工程项目。获得国家科学技术进步一等奖1项，二等奖2项，省部级科技奖励8项。发表学术论文上百篇，出版学术专著多部。